# Crocq
Pour les articles ayant des titres homophones, voir Croque et Krok.
Pour les articles homonymes, voir Crocq (homonymie).

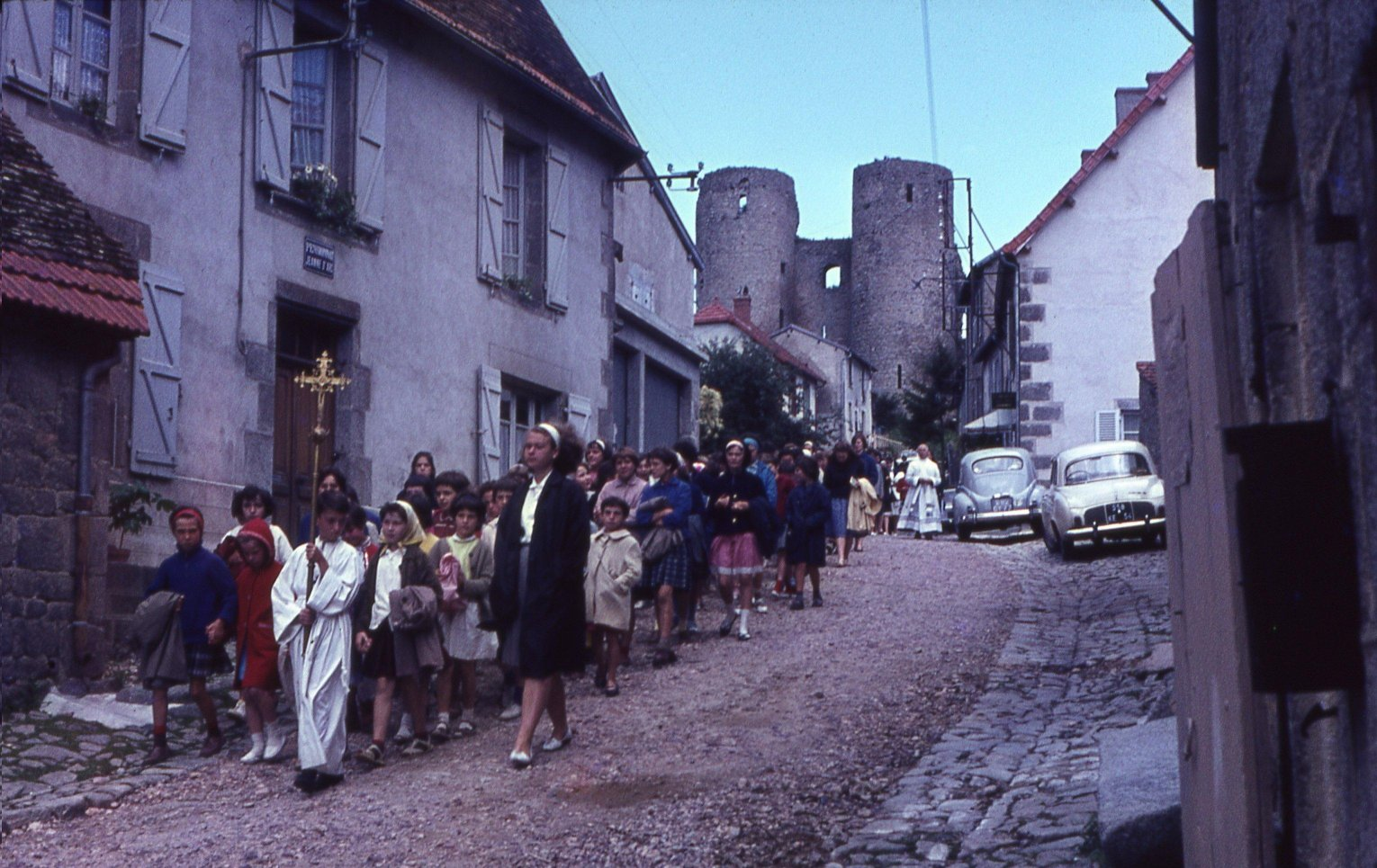
Procession à Crocq dans la première moitié des années 1960

Crocq (prononcer [kʁo] ; Cròc en occitan) est une commune française située dans le département de la Creuse en région Nouvelle-Aquitaine.
Ses habitants sont appelés Croquants et Croquantes.
L'actuel village était une place forte occidentale du comté d'Auvergne avant d'être intégré au Dauphiné d'Auvergne au XIIe siècle. On y situe parfois l'origine des soulèvements populaires des provinces centrales et méridionales plus connus sous le nom de jacquerie des croquants.

## Géographie
La commune se situe dans le sud-est du département de la Creuse, dans la région Nouvelle-Aquitaine, à 25 km d'Aubusson, 21 km de Felletin, 65 km de Guéret et 80 km de Clermont-Ferrand, et près de la limite avec le département du Puy-de-Dôme. Elle est proche de la D 941 Clermont-Ferrand - Limoges.
Elle est traversée par la Tardes, qui prend sa source à proximité.
Le village est bâti sur le versant sud du Puy de Rochat haut de 780 mètres. La commune comprend aussi de nombreux hameaux : La Bonnette, Les Bourgnons, Les Charraudes, Chez Pilat, Le Commandeur, Les Corrades, Côte Bertrand, Laval, Le Montel Guillaume, Le Naberon Bas, Le Naberon Haut, Le Point du Jour, Le Teilloux.
| Saint-Pardoux-d'Arnet    | Saint-Oradoux-près-Crocq |          |
| Saint-Maurice-près-Crocq | Crocq                    | Basville |
| Saint-Agnant-près-Crocq  |                          | Flayat   |

### Climat
Pour des articles plus généraux, voir Climat de la Nouvelle-Aquitaine et Climat de la Creuse.
Historiquement, la commune est exposée à un climat montagnard.  
En 2020, Météo-France publie une typologie des climats de la France métropolitaine dans laquelle la commune est exposée à un climat de montagne et est dans la région climatique  Ouest et nord-ouest du Massif Central, caractérisée par une pluviométrie annuelle de 900 à 1 500 mm, maximale en automne et en hiver.
Pour la période 1971-2000, la température annuelle moyenne est de 9 °C, avec  une amplitude thermique annuelle de 14,9 °C. Le cumul annuel moyen de précipitations est de 1 021 mm, avec 12,8 jours de précipitations en janvier et 7,9 jours en juillet. Pour la période 1991-2020, la température moyenne annuelle observée sur la station météorologique la plus proche, située sur la commune de Néoux à 9,75 km à vol d'oiseau, est de 10,2 °C et le cumul annuel moyen de précipitations est de 977,8 mm,. Pour l'avenir, les paramètres climatiques de la commune estimés pour 2050 selon différents scénarios d’émission de gaz à effet de serre sont consultables sur un site dédié publié par Météo-France en novembre 2022.

## Urbanisme

### Typologie
Au 1er janvier 2024, Crocq est catégorisée commune rurale à habitat dispersé, selon la nouvelle grille communale de densité à 7 niveaux définie par l'Insee en 2022.
Elle est située hors unité urbaine et hors attraction des villes,.

### Occupation des sols
L'occupation des sols de la commune, telle qu'elle ressort de la base de données européenne d’occupation biophysique des sols Corine Land Cover (CLC), est marquée par l'importance des territoires agricoles (56,6 % en 2018), une proportion sensiblement équivalente à celle de 1990 (57,1 %). La répartition détaillée en 2018 est la suivante : 
forêts (39,7 %), prairies (38,2 %), zones agricoles hétérogènes (18,4 %), zones urbanisées (3,7 %). L'évolution de l’occupation des sols de la commune et de ses infrastructures peut être observée sur les différentes représentations cartographiques du territoire : la carte de Cassini (XVIIIe siècle), la carte d'état-major (1820-1866) et les cartes ou photos aériennes de l'IGN pour la période actuelle (1950 à aujourd'hui).

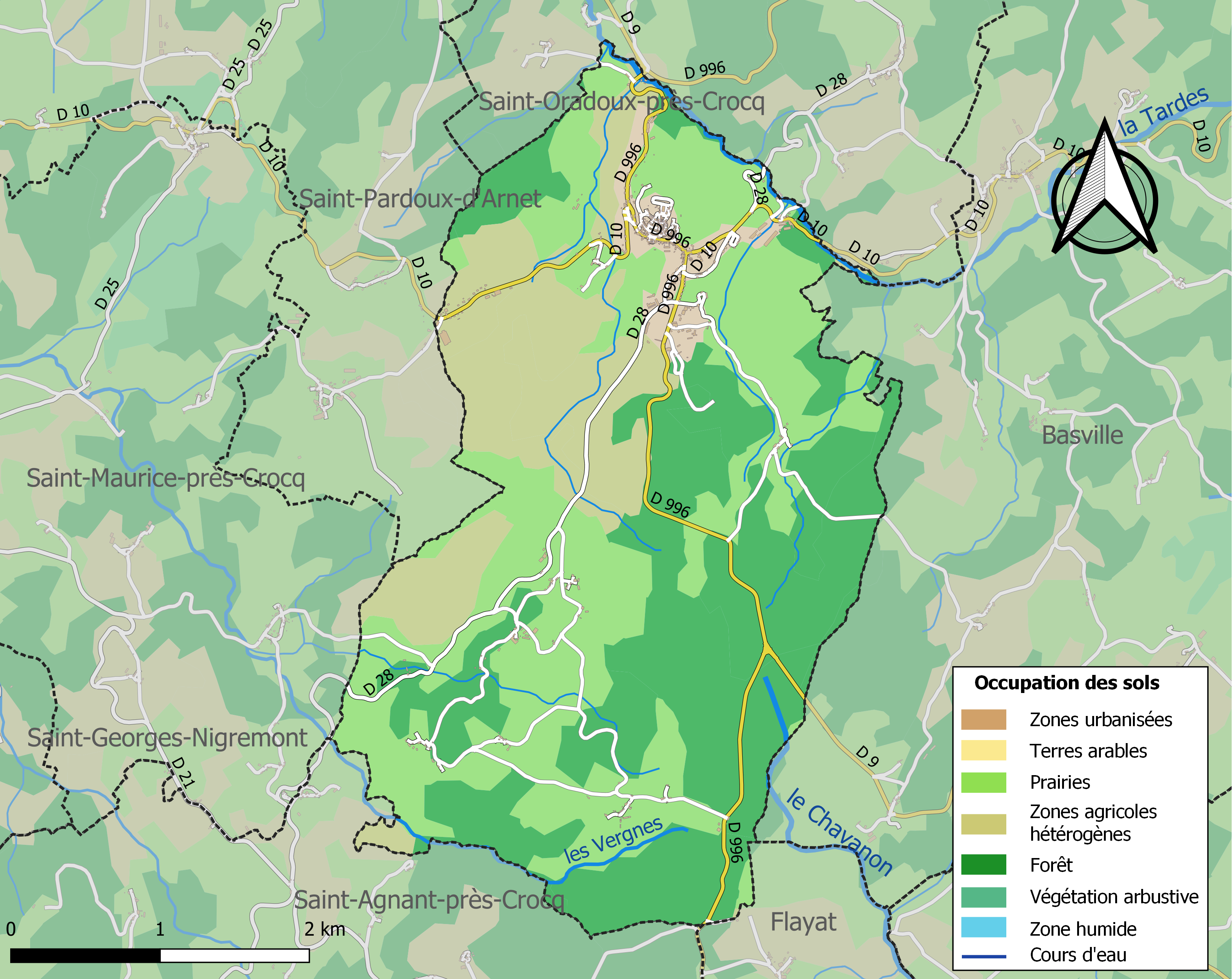
Carte des infrastructures et de l'occupation des sols de la commune en 2018 (CLC).

### Risques majeurs
Le territoire de la commune de Crocq est vulnérable à différents aléas naturels : météorologiques (tempête, orage, neige, grand froid, canicule ou sécheresse) et séisme (sismicité faible). Il est également exposé à un risque particulier : le risque de radon. Un site publié par le BRGM permet d'évaluer simplement et rapidement les risques d'un bien localisé soit par son adresse soit par le numéro de sa parcelle.

#### Risques naturels

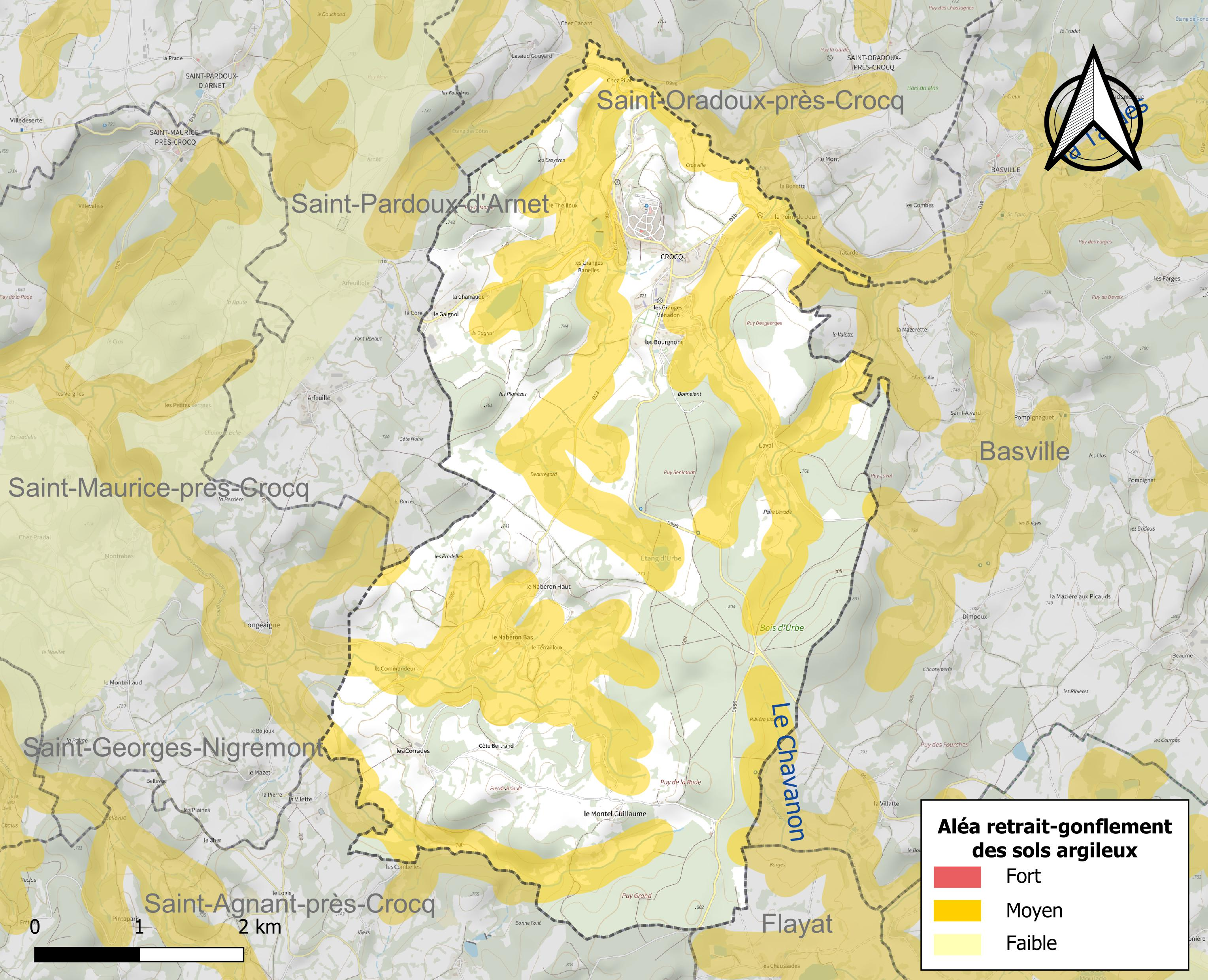
Carte des zones d'aléa retrait-gonflement des sols argileux de Crocq.

Le retrait-gonflement des sols argileux est susceptible d'engendrer des dommages importants aux bâtiments en cas d’alternance de périodes de sécheresse et de pluie. 41 % de la superficie communale est en aléa moyen ou fort (33,6 % au niveau départemental et 48,5 % au niveau national). Sur les 277 bâtiments dénombrés sur la commune en 2019, 53 sont en aléa moyen ou fort, soit 19 %, à comparer aux 25 % au niveau départemental et 54 % au niveau national. Une cartographie de l'exposition du territoire national au retrait gonflement des sols argileux est disponible sur le site du BRGM,.
Par ailleurs, afin de mieux appréhender le risque d’affaissement de terrain, l'inventaire national des cavités souterraines permet de localiser celles situées sur la commune.
La commune a été reconnue en état de catastrophe naturelle au titre des dommages causés par les inondations et coulées de boue survenues en 1982 et 1999. Concernant les mouvements de terrains, la commune a été reconnue en état de catastrophe naturelle au titre des dommages causés par des mouvements de terrain en 1999.

#### Risque particulier
Dans plusieurs parties du territoire national, le radon, accumulé dans certains logements ou autres locaux, peut constituer une source significative d’exposition de la population aux rayonnements ionisants. Certaines communes du département sont concernées par le risque radon à un niveau plus ou moins élevé. Selon la classification de 2018, la commune de Crocq est classée en zone 3, à savoir zone à potentiel radon significatif.

#### Transports en commun
- Réseau TransCreuse

## Toponymie
Le nom de la localité est attesté sous différentes formes : Croc en 1261 et 1333, Crop en 1363, locus de Croco en 1366, Mensura de Croco au XIVe siècle), Croq en 1406 à nouveau Croc en 1420, Terra de Croquo en 1428 et Curia Croci en 1444 dans le cartulaire de Crocq, Croc en 1464, Croc et Crocq en 1533 dans le terrier de Saint-Bard), Croc en 1557 et Baronye de Croc en 1543  dans le terrier de Blessac, Le Crocq en 1562, Crocq en 1580, Le Croc en 1559), Croc en 1620 et 1710, Crocq en 1780, la commune est créée sous le nom de Crocq en 1793.
Quelques hypothèses fantaisistes ont été émises : ainsi, selon l'abbé Leclerc, Crocq serait le mot « croix » (crotz en langue occitane), que l'on retrouve dans Crouville, nom de la partie septentrionale de la colline. En réalité, il se base uniquement sur la mauvaise latinisation de 1444 Curia croci, alors que d'après les autres formes anciennes régulièrement attestées, Crocq n'a pas de rapport avec le mot « croix », pas plus que Crouville d'ailleurs.
Une tradition rapporte que le nom de Crocq serait celui d'un chef Alaman qui s'appelait Crocus, Chrocus ou Krokus. Son nom fut donné par les Alamans à leur campement. Ambroise Tardieu, dans son Histoire illustrée d'Auzances et de Crocq dans la seconde moitié du XIXe siècle, présente cette hypothèse comme une légende, à ne pas rejeter complètement, « bien qu'elle paraisse une fable ». Une divergence apparait aussi avec ce qu'a écrit Lacépède : le « capitaine aurait laissé un détachement de ses soldats sur le monticule, alors désert », mais Tardieu sous-entend que c'est lors de son premier passage. Le linguiste Albert Dauzat, enfant de la Creuse, propose effectivement un nom de personne germanique Croccus, Crocco, mais pour expliquer le Crocq en Picardie.Tous les historiens sont aujourd'hui d'accord pour reconnaître qu'il n'y a aucun fait historique lié à ce toponyme.
Plus sérieusement, les toponymistes analysent le stock des formes anciennes et proposent des hypothèses linguistiquement envisageables.
Albert Dauzat considère qu'il s'agit d'un toponyme d'origine pré-celtique *c(a)r-occu voulant dire « hauteur, sommet pierreux », Crocq se trouvant au flanc d'un puy rocheux.
Ernest Nègre propose le nord occitan cro « creux, caverne », avec l'adjonction plus tardive d'un -c postiche par attraction du mot bien connu croc. Le terme d'oc serait d'origine gauloise.
Xavier Delamarre cite l'élément gaulois crouco- « tertre, monticule » qui remonterait à un *croucā > crūca, certes féminins, et que l'on retrouve dans les termes dialectaux du sud de la France (cf. béarnais cruque « tas amas de terre » ; landais croque « crâne, tête »), mais au masculin dans le Crucq (Tarn-et-Garonne).

## Histoire

### Antiquité
La présence du dolmen d'Urbe (situé sur la commune de Crocq) montre l'ancienneté de l'occupation.
La voie romaine dite "Chemin de César", qui va de Crocq en Auvergne, et les ruines d'un aqueduc montrent une occupation gallo-romaine.

#### Controverses sur l'origine de Crocq
On a longtemps cru que Crocq avait été fondée par un détachement d'Alamans, en 256. En effet, selon une tradition orale recueillie par Grégoire de Tours, et selon Bernard-Germain de Lacépède dans Histoire générale, physique et civile de l'Europe, depuis les dernières années du Ve siècle jusque vers le milieu du XVIIIe, les Alamans auraient envahi l'Auvergne après avoir parcouru les provinces de l'Est de la Gaule, pillant Augustonemetum et détruisant probablement Beauclair près d'Herment, au passage. Ils auraient continué en traversant la Marche et le Limousin mais furent stoppés et vaincus en Vendée. Revenant sur leurs pas après leur défaite et pourchassés par les victimes de leurs saccages lors de leur premier passage, « ils se réfugièrent au sommet d'une petite montagne, située aux confins de la Marche et de l'Auvergne qui dominait les pays environnants ».

### Moyen Âge
On sait que Guillaume VI, Comte d'Auvergne, seigneur de Crocq, se rendit à la croisade en 1102, en revint en 1121 et mourut vers 1136. Avec Anne de Sicile, il eut un fils, Robert III, comte d'Auvergne, seigneur de Crocq de 1136 à 1145, qui, en 1140, fit bâtir le château fort d'Herment et, en 1145, son église et mourut en Palestine en 1145. Son fils Guillaume VII était avec lui et son oncle en profita pour s'emparer de ses États. Par un traité, Guillaume VII reprit la partie occidentale de l'ancien comté. Il prit les armes des dauphins de Viennois, en mémoire de Guigues, dauphin de Viennois, son bisaïeul, et en 1196 il soutint Richard Cœur de Lion contre Philippe-Auguste.
Il bâtit le château de Crocq et il est connu pour avoir protégé les troubadours.
Crocq était un village fortifié : les fortifications ont été édifiées au XIIe siècle lors de la construction du château fort. Il faisait partie d’un ensemble de sites fortifiés qui contrôlaient la route Clermont-Limoges.
En 1209, le roi Philippe Auguste lui enlève Crocq qui lui est rendue en 1229. C'est au XIIIe siècle que Crocq obtient une charte de franchises.
Le Prince Noir prend le château fort en 1356 après un siège de 18 mois et avoir détruit Crouville. De  nouvelles fortifications sont autorisées par Charles VII en 1423. Jacques du Peschin meurt en 1420, mais Dauphine de Montlaur s'occupe de Crocq et obtient en 1426, confirmée en 1428, des lettres du roi Charles VII, d'affranchissement de toutes subsides pour huit ans, afin de refaire les murailles détruites par les Anglais en 1423. Elle fonde une vicairie en 1428, un Chapitre collégial de chanoines en 1444. On lui attribut la donation du triptyque de saint Éloi, toujours visible à Crocq, mais l'analyse des monuments historiques le date de 1520.
La famille de La Tour d'Auvergne possédait la baronnie de Crocq au XVI et XVIIe siècle. En 1594 et 1610, par lettre du duc de Bouilon Henri de La Tour d'Auvergne, la famille Marlin est nommée bailli de Crocq. Son fils Frédéric-Maurice vend la baronnie en 1631 à Antoine Coëffier, marquis d'Effiat, grand maître des mines, mareschal de France, gouverneur du Bourbonnais, gouverneur d'Auvergne.
Crocq était une baronnie dont un des titulaires fut Henri de La Tour d'Auvergne au XVIe siècle.

### Les Hospitaliers
L'église paroissiale des Hospitaliers de l'ordre de Saint-Jean de Jérusalem située au lieu-dit le Montel-Guillaume a été construite au XIIIe siècle mais sa voûte d'origine a été remplacée au  XIXe siècle par un lambris de couvrement. L'église Saint-Jean possède cinq statuettes de la fin du XVIIe siècle en bois polychrome de 42 cm de haut et représentant une Vierge à l'Enfant, saint Jérôme, saint Roch, sainte Catherine et une sainte non identifiée. Elle possède aussi un groupe sculpté dit éducation de la Vierge en bois  polychrome haut de 70 cm datant du XVIe siècle classé au titre objet le 30 octobre 1984.

### Époque moderne
Le château est rasé par Richelieu  en 1630 alors que les fortifications sont tombées en ruines entre le XVe siècle et le XVIIe siècle.
La seigneurie de Crocq appartient alors à la famille Coëffier de Ruzé d'Effiat; Se succèdent comme barons de Crocq Antoine Coëffier de Ruzé, marquis d'Effiat, maréchal de France, son fils l'abbé Jean Coëffier de Ruzé d'Effiat et le neveu de ce dernier, Antoine II Coëffier de Ruzé d'Effiat dernier marquis d'Effiat, qui vend la seigneurie de Crocq en 1701 à François du Ligondès.
À l’époque moderne, Crocq est situé sur la route de Limoges à Lyon, ce qui assure une certaine prospérité. Au XVIIIe siècle, les tapisseries d'Aubusson détournent le flux commercial ce qui provoque l’abandon de l’itinéraire ancien.

### Époque contemporaine
En 1834, l'ancien cimetière de Crocq, qui se trouvait autour de la chapelle, a été transféré au lieu-dit le Rochat, derrière la vieille citadelle.
En 1836, Crocq absorbe la commune voisine du Montel-Guillaume.
Dans le village, des plaques commémorent deux Justes parmi les nations et un résistant mort en déportation.

## Héraldique
| Blason de {{{commune}}} | Blason  | Parti de deux, coupé de un : au 1er, d'or au dauphin d'azur, allumé et loré de gueules (qui est des dauphins d'Auvergne) ; au 2) écartelé d'argent et d'azur, à la croix ancrée de l'un en l'autre ; au 3e, d'or au gonfanon de gueules à trois pendants, bordé de sinople ; au 4e, de sable semé de billettes d'or au lion de même brochant, onglé et lampassé de gueules ; au 5e, d'azur à un huis d'or verrouillé de sable, accompagné de trois étoiles d'or ; au 6) de gueules à un chevron fascé ondé d'azur et d'argent de six pièces accompagné de trois lionceaux d'or, les deux du chef affrontés ; et brochant sur la partition du 2) et du 5) à l'écusson d'azur semé de lis d'or et à une tour du même brochant sur le tout. |
| Blason de {{{commune}}} | Détails | Le statut officiel du blason reste à déterminer. |

Les armoiries de la commune reprennent les armoiries des dauphins d'Auvergne dans la première partition, de la famille Brun du Peschin dans la deuxième, des comtes d'Auvergne dans la troisième, de la famille Saint-Junien dans la quatrième, Ussel dans la cinquième, Coeffier d'Effiat dans la sixième, La Tour d'Auvergne dans la dernière.

## Politique et administration
En 1793, la commune est créée chef-lieu de canton dans le district de Felletin et passe en 1801 dans l'arrondissement d'Aubusson.
En 1836, Crocq absorbe Montel-Guillaume.

### Liste des maires
| Période   | Période  | Identité            | Étiquette | Qualité        |
| --------- | -------- | ------------------- | --------- | -------------- |
| 1934      | ?        | Georges Hubert      | SFIO      |                |
| mars 1996 | 2001     | Jean-Marie Battut   |           |                |
| mars 2001 | 2008     | Pierre Persignat    | DVG       |                |
| mars 2008 | 2020     | Jacques Longchambon | PS        | Retraité       |
| mars 2020 | En cours | Jean-Luc Pierron    |           | Sapeur-pompier |

À l'issue des élections municipales de mars 2008, Jacques Longchambon, candidat d'une liste d'union sans étiquette, a été élu maire de la commune par le nouveau conseil municipal.

### Politique environnementale
Dans son palmarès 2024, le Conseil national de villes et villages fleuris de France a attribué deux fleurs à la commune.

## Démographie
Au dernier recensement, la commune comptait 389 habitants.
| 1793 | 1800 | 1806 | 1821 | 1831 | 1836  | 1841  | 1846  | 1851  |
| ---- | ---- | ---- | ---- | ---- | ----- | ----- | ----- | ----- |
| 617  | 521  | 500  | 517  | 737  | 1 056 | 1 045 | 1 068 | 1 069 |

| 1856  | 1861  | 1866  | 1872  | 1876  | 1881  | 1886  | 1891  | 1896  |
| ----- | ----- | ----- | ----- | ----- | ----- | ----- | ----- | ----- |
| 1 032 | 1 080 | 1 147 | 1 020 | 1 046 | 1 050 | 1 074 | 1 123 | 1 049 |

| 1901  | 1906 | 1911  | 1921 | 1926 | 1931 | 1936 | 1946 | 1954 |
| ----- | ---- | ----- | ---- | ---- | ---- | ---- | ---- | ---- |
| 1 032 | 942  | 1 013 | 826  | 866  | 861  | 800  | 812  | 759  |

| 1962 | 1968 | 1975 | 1982 | 1990 | 1999 | 2006 | 2011 | 2016 |
| ---- | ---- | ---- | ---- | ---- | ---- | ---- | ---- | ---- |
| 704  | 746  | 844  | 834  | 674  | 546  | 506  | 417  | 397  |

| 2021 | 2022 | - | - | - | - | - | - | - |
| ---- | ---- | - | - | - | - | - | - | - |
| 397  | 389  | - | - | - | - | - | - | - |

La seule augmentation de population notable a été liée en 1836 à l'absorption de Montel-Guillaume.

## Équipements et services

### Enseignement
Il y a une école maternelle, une école primaire, et un collège. L'école participe au Cyber Réseau Creuse Éducation.

### Équipements sportifs
Crocq possède un gymnase, un stade et deux courts de tennis.

### Autres
La bibliothèque municipale.
L'écomusée de la pelleterie est installé dans une maison du XVIIe siècle où sont rassemblés machines et outils qui retracent l'histoire de la pelleterie et des parchemins.

## Économie

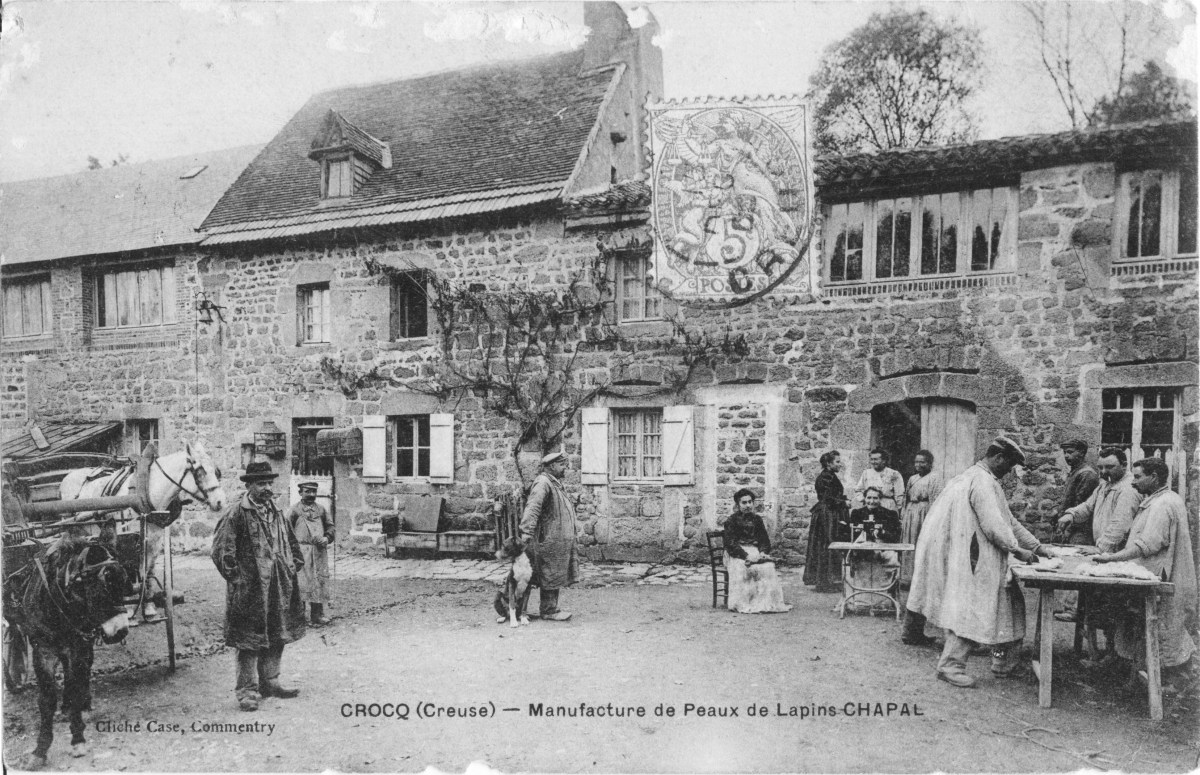
Carte postale ancienne de la manufacture Chapal

Depuis plusieurs siècles, La vallée de Crocq est réputée pour la qualité de ses eaux dans le travail de tannage du cuir.
En 1832, une usine spécialisée dans le traitement des peaux de lapin a été créée à la fin du XIXe siècle au lieu-dit Le Point du Jour. La société Chapal continuera son développement Montreuil, Lagny-sur-Marne et à Brooklyn (États-Unis). L'usine s'agrandira jusqu'à occuper plus de 20 000 m2 sur le site original et employer 400 personnes sur le site. Aujourd'hui, la société ne traite plus de fourrures mais produit des vêtements et accessoires haut de gamme en cuir et est reconnue Entreprise du patrimoine vivant.
Crocq compte plusieurs entreprises : Tournaud (fabrication de pièces en métal), Chapal (fabrication de vêtements et accessoires en cuir), Katz (sérigraphie) et  quelques commerces : Vival, un bistrot à l'ambiance Le bar de l'espérance, fleuriste, tabac-presse, fromagerie...
Un marché a lieu les 1er et 3e dimanches du mois et tous les dimanches en juillet et août.
L'office du tourisme est ouvert et il y a des gîtes d'étape et le camping est libre. Des élevages ainsi que la location de chevaux vous attendent pour les promenades.
Les amateurs de pêche trouveront de nombreux sites (rivière et étangs) au caractère sauvage.
« Les croquantes et les croquants, tous ces gens bien intentionnés, ne vous fermeront pas tous la porte au nez ! »

## Vie locale
- La fête avec procession de la Vierge a lieu le premier dimanche de juillet, dernier jour d'un long week-end de festivités qui attire plusieurs milliers de visiteurs chaque année.

### Sport et associations sportives
- Circuit automobile du Mas du Clos.
- Chasse et pêche en étang.
- Amicale Pongiste

### Associations culturelles
- Association pour la Sauvegarde du Vieux Crocq et de son Environnement :  L'Association a pour but de préserver le patrimoine historique de la commune de Crocq, de participer à son entretien, sa rénovation, mais également à sa mise en valeur[40].
- Association Artémis (graveurs du monde)

## Lieux et monuments

### Patrimoine civil
- Le dolmen d'Urbe est situé au lieu-dit Peire Levade.

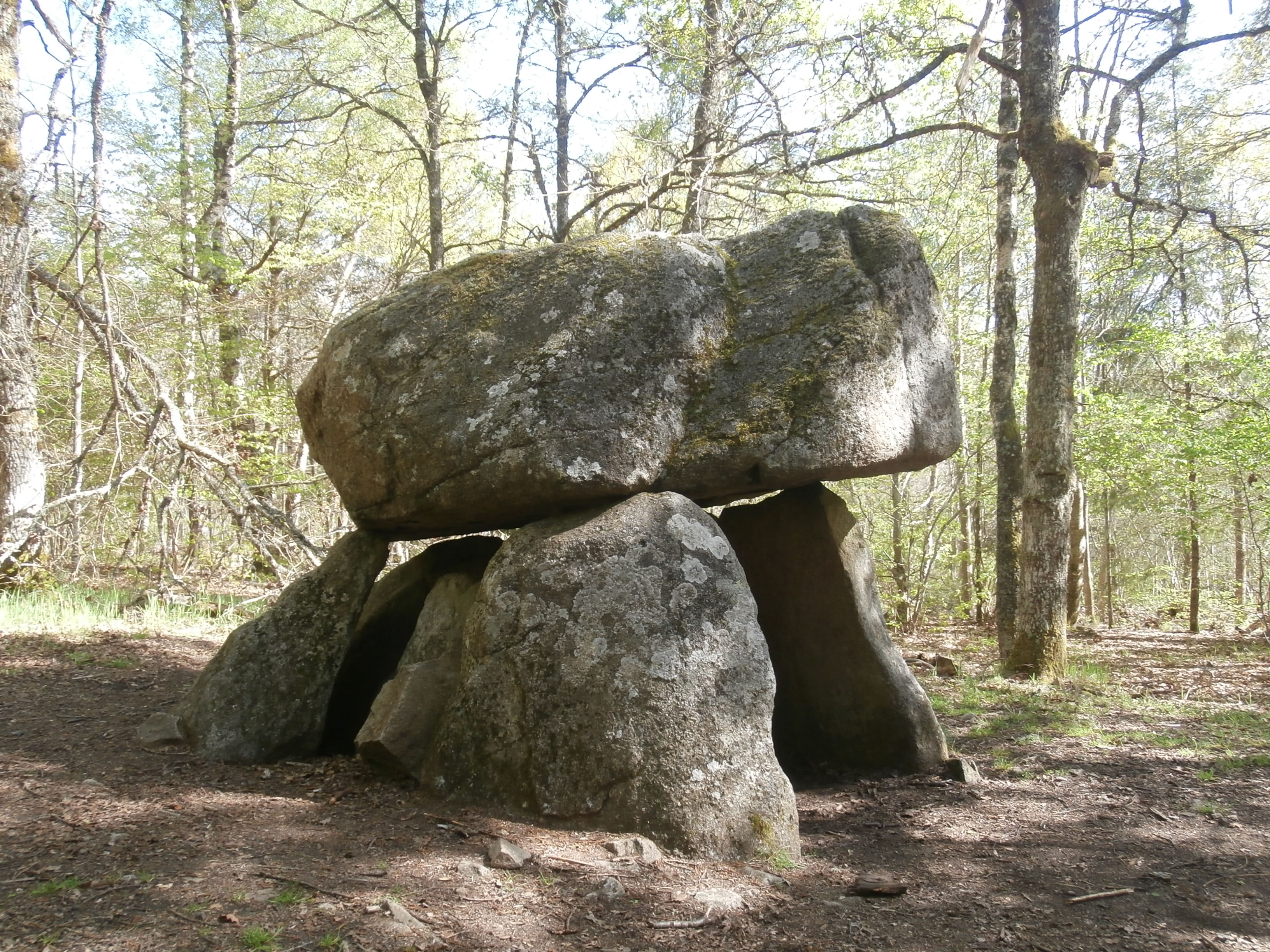
Dolmen d'Urbe

- Du château fort du XIIe siècle qui aurait été construit vers 1190 par Robert 1er dauphin d'Auvergne, il ne reste que deux tours reliées par une courtine. Des cheminées de la fin du XVIe siècle ont été remployées dans des maisons du village. Les tours, en moellons de granite vestiges du château, ont été inscrites monument historique le 15 juin 1926[41]. Les fortifications comportaient trois rangs de murailles et des fossés. Un souterrain rejoignait les pentes de Crouville.

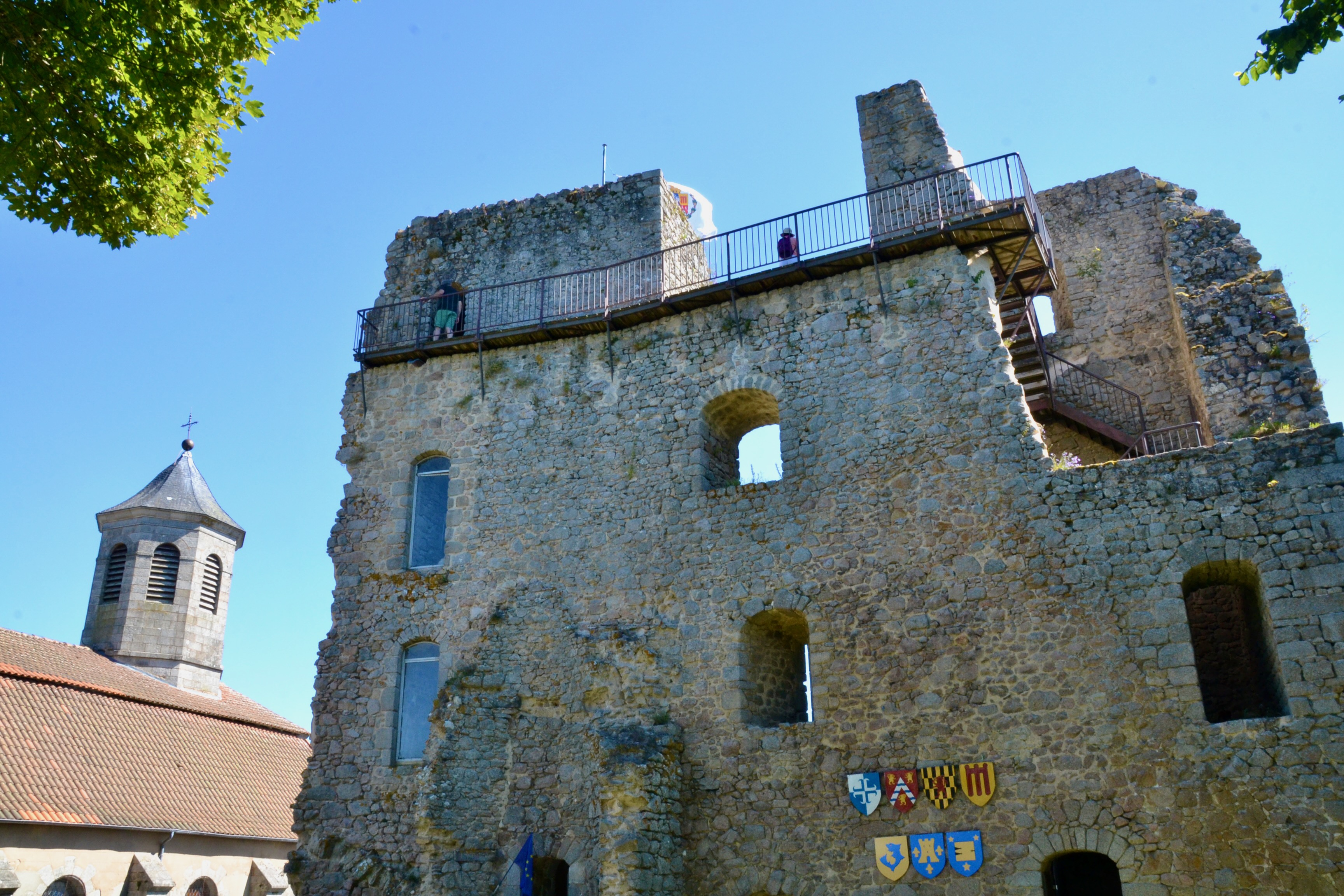
Le château.

- Une maison construite vers 1600, qui possède une arcade marchande obturée sur pignon, comportait sans doute une boutique.
- De nombreux édifices ont été construits au XIXe siècle, dont deux châteaux et le couvent de sœurs de Saint-Roch, qui a été une école de 1849 à 1902.
- Le moulin situé chez pilât a été construit après 1840. La meule et le pressoir à huile sont exposés sur la place de la mairie.

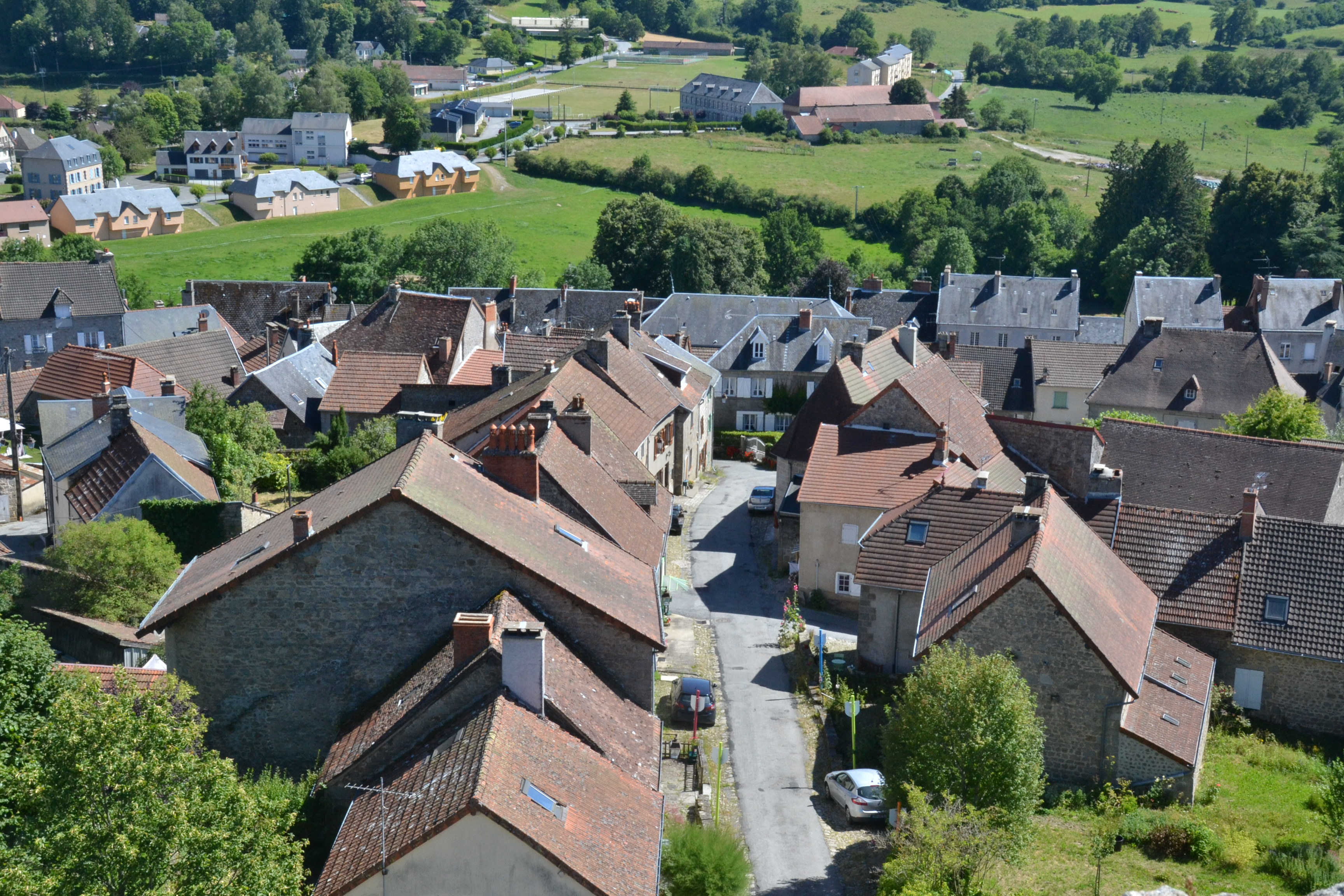
Le bourg vu depuis les tours.

### Patrimoine religieux
- L'église paroissiale Saint-Éloi a été reconstruite entre 1846 et 1853 à proximité du site et en remplacement de l'ancienne église du  XIIIe siècle détruite. Elle possède un bénitier en granit taillé du XVIe siècle et un fronton de retable représentant le buste de Dieu le Père en bois doré polychrome haut de 93 cm. Elle est inscrite à l'Inventaire général du patrimoine culturel[42].

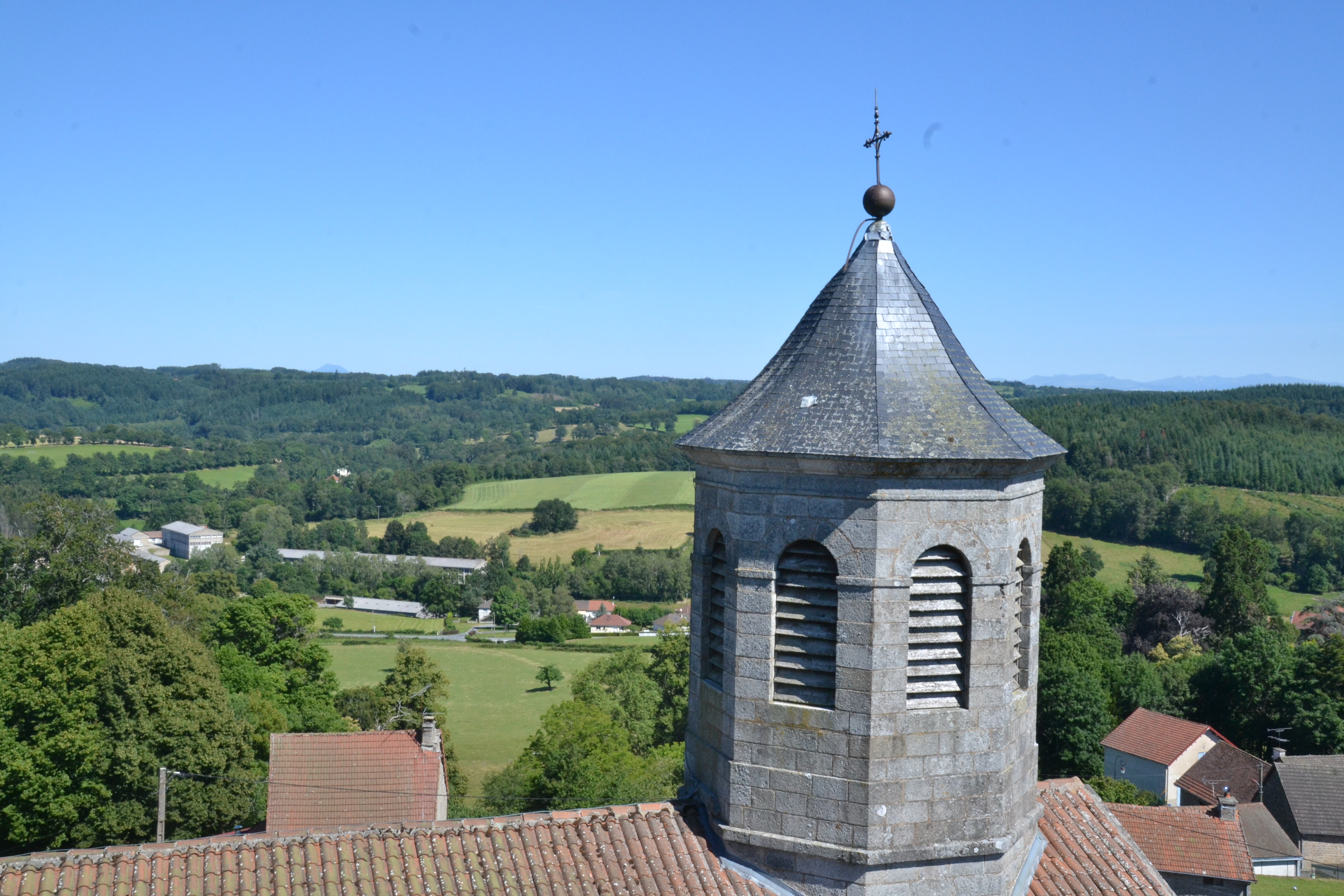
Le clocher de l'église, vu depuis les tours.

- Église Saint-Jean du Montel-Guillaume. Elle est inscrite à l'Inventaire général du patrimoine culturel[43].
- Ancienne Église Saint-Éloi de Crocq. Elle est inscrite à l'Inventaire général du patrimoine culturel[44].

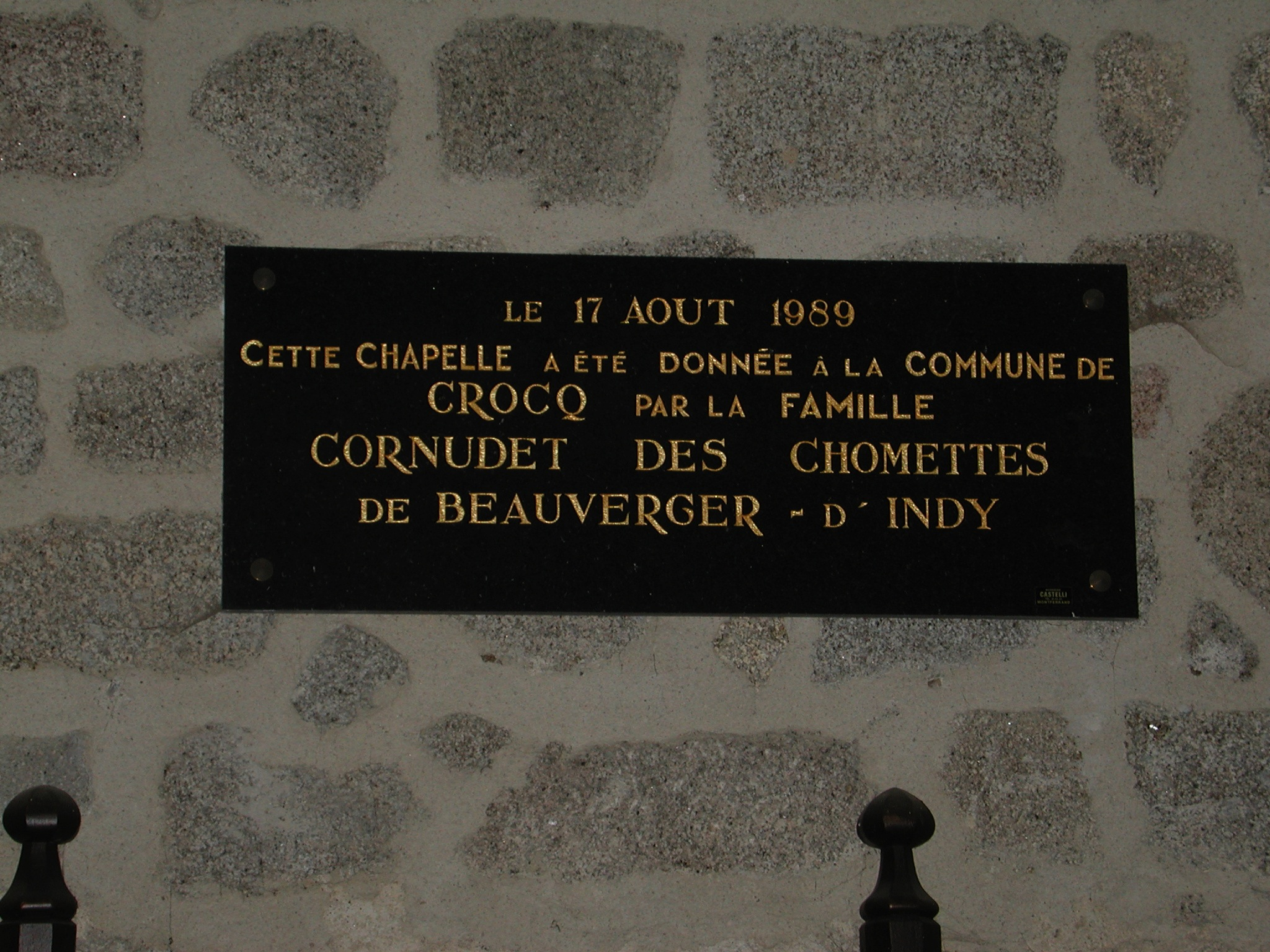
Plaque dans la chapelle de la Visitation

- La chapelle de la Visitation a été reconstruite au XIXe siècle en remplacement et sur les bases de celle du XVe siècle, en mauvais état depuis la Révolution. Cette chapelle était située à l'origine en dehors du mur d'enceinte et entourée de l'ancien cimetière de Crocq. Elle s'est appelée chapelle du cimetière de 1612 à 1741, chapelle de Notre-Dame du Bon Secours de 1748 à 1752, chapelle des marchands en 1762 et chapelle de Notre-Dame de la Visitation à partir de 1768[45]. Elle est caractérisée par un clocher-mur à fronton triangulaire et un clocheton hexagonal qui serait une ancienne lanterne des morts réemployée.
- La chapelle de la Visitation renferme un triptyque du XVe siècle, originellement présenté dans l'église. Ce triptyque est composé de peintures sur bois représentant des scènes de la vie de Saint Éloi. Le triptyque de saint Éloi est une peinture à l'huile sur bois de chêne qui représente des scènes de la vie de saint Éloi, avec, sur le volet central, 3 scènes et sur chacun des volets latéraux, 2 scènes, sur une longueur totale de 450 cm. Les panneaux représentent : la conception d'Éloi avec la vision de l'aigle, la naissance d'Éloi et la prédiction du mage, la présentation de l'apprenti à Clotaire II par l'orfèvre royal Bobbon, le miracle des selles, charité de saint Éloi et guérison des malades, saint Éloi est sacré évêque de Noyon, le convoi funèbre de saint Éloi. D'après Louis Lacrocq, le retable aurait été peint par un artiste italien et donné par Delphine de Montlaur, dame de Crocq, au chapitre de l'église lors de sa fondation en 1444. Il a été classé au titre objet le 3 mai 1904.

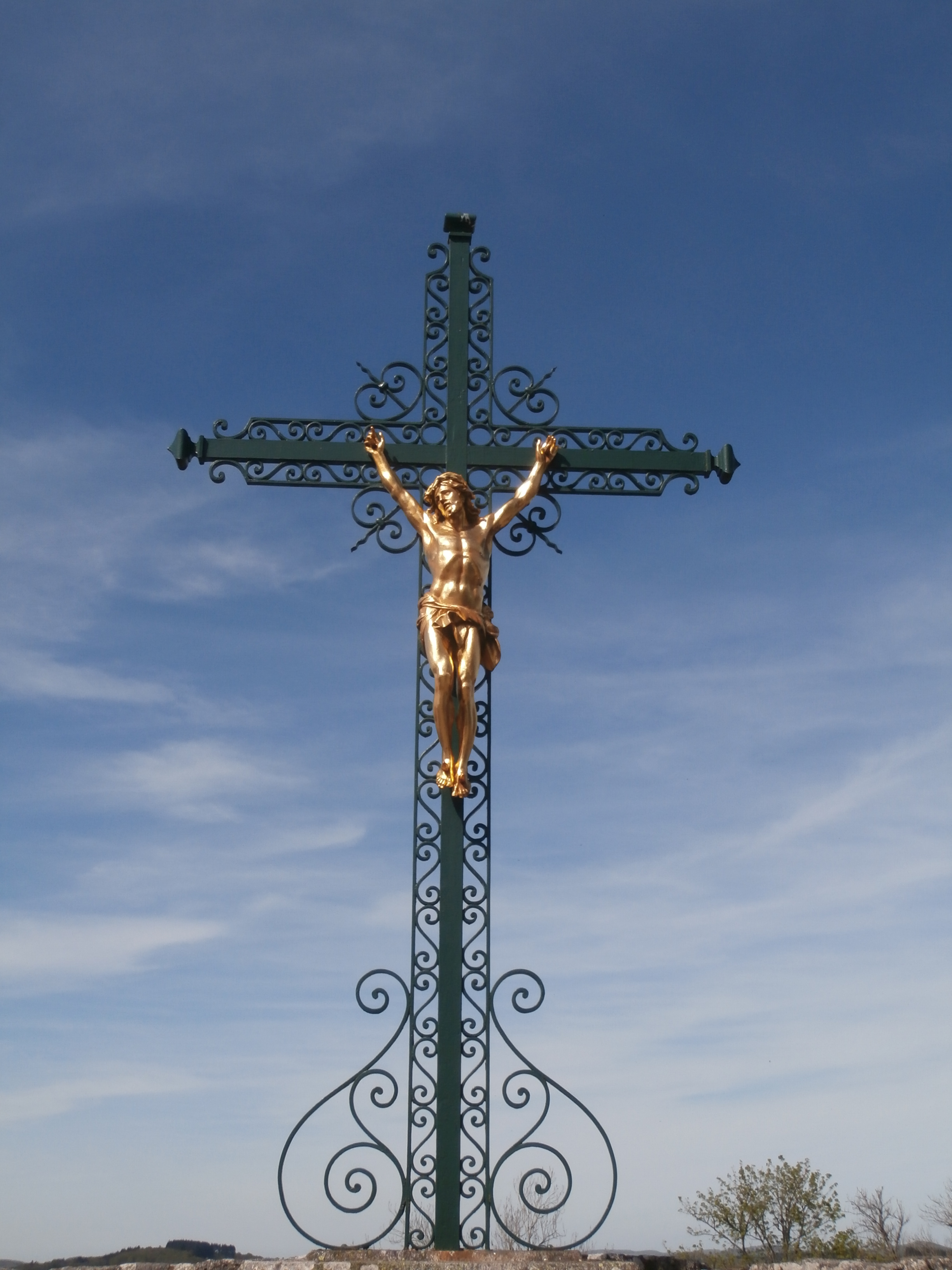
Calvaire.
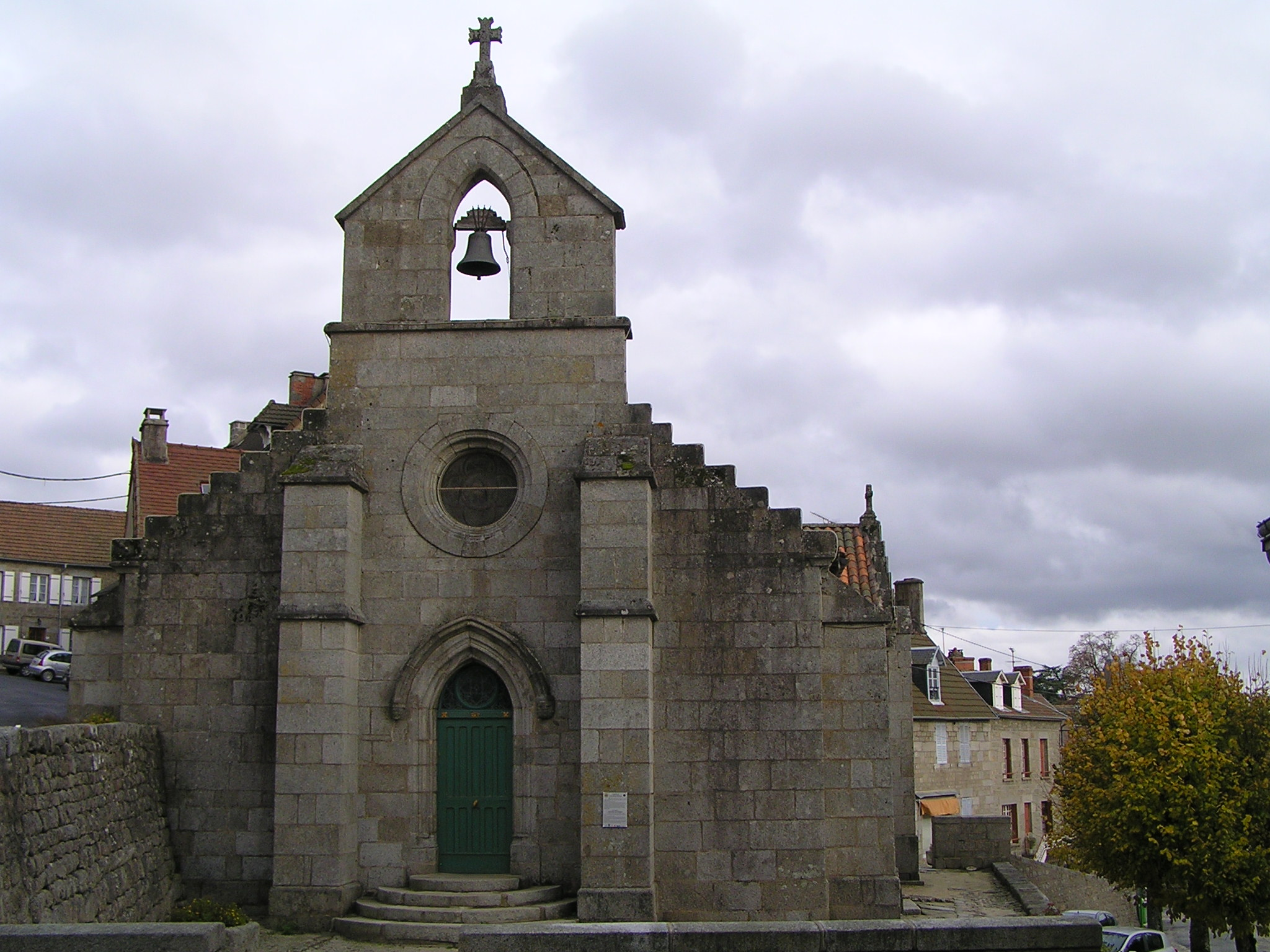
Chapelle de la Visitation. Façade.
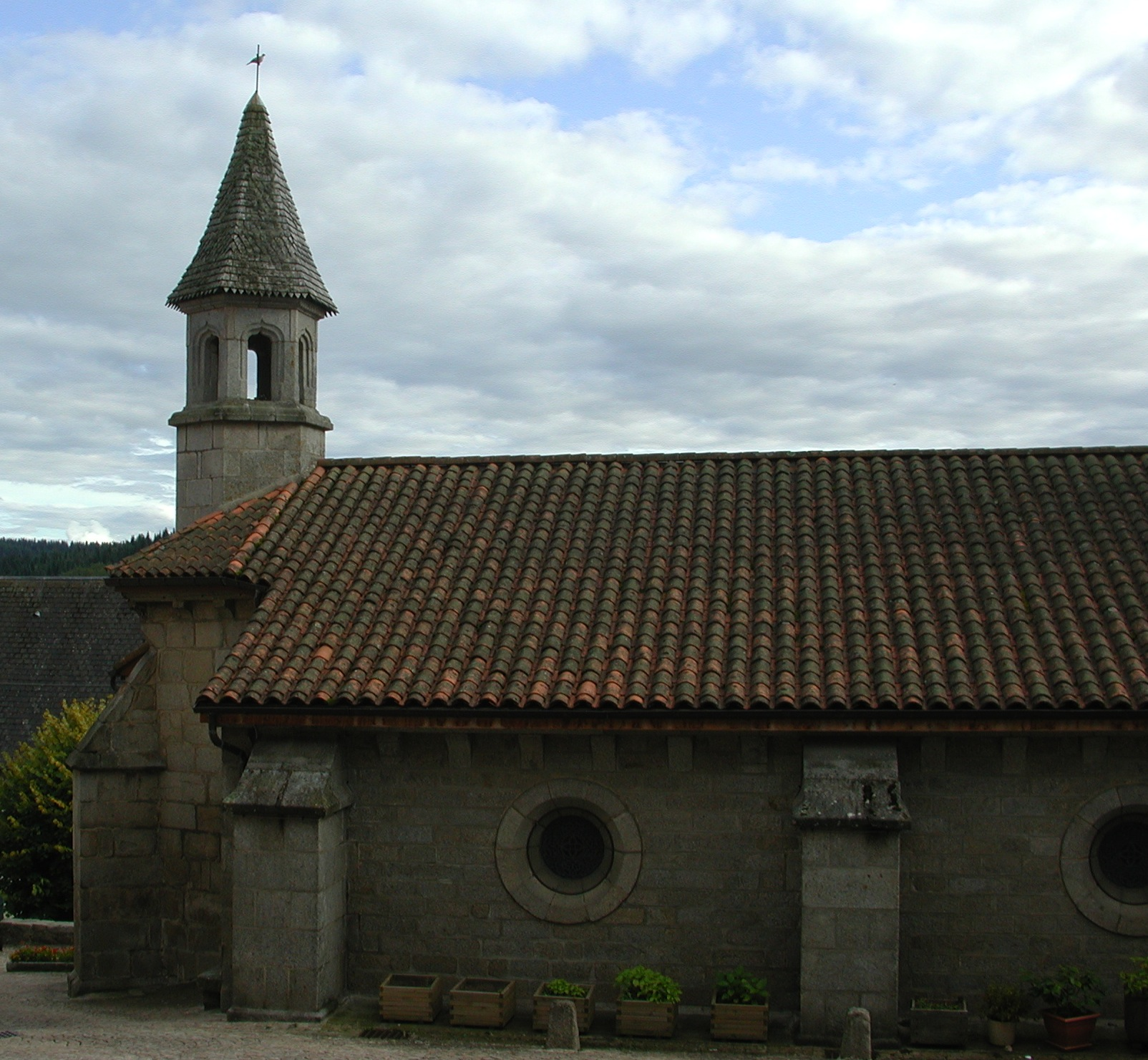
Chapelle de la Visitation. Chevet et lanterne des morts.
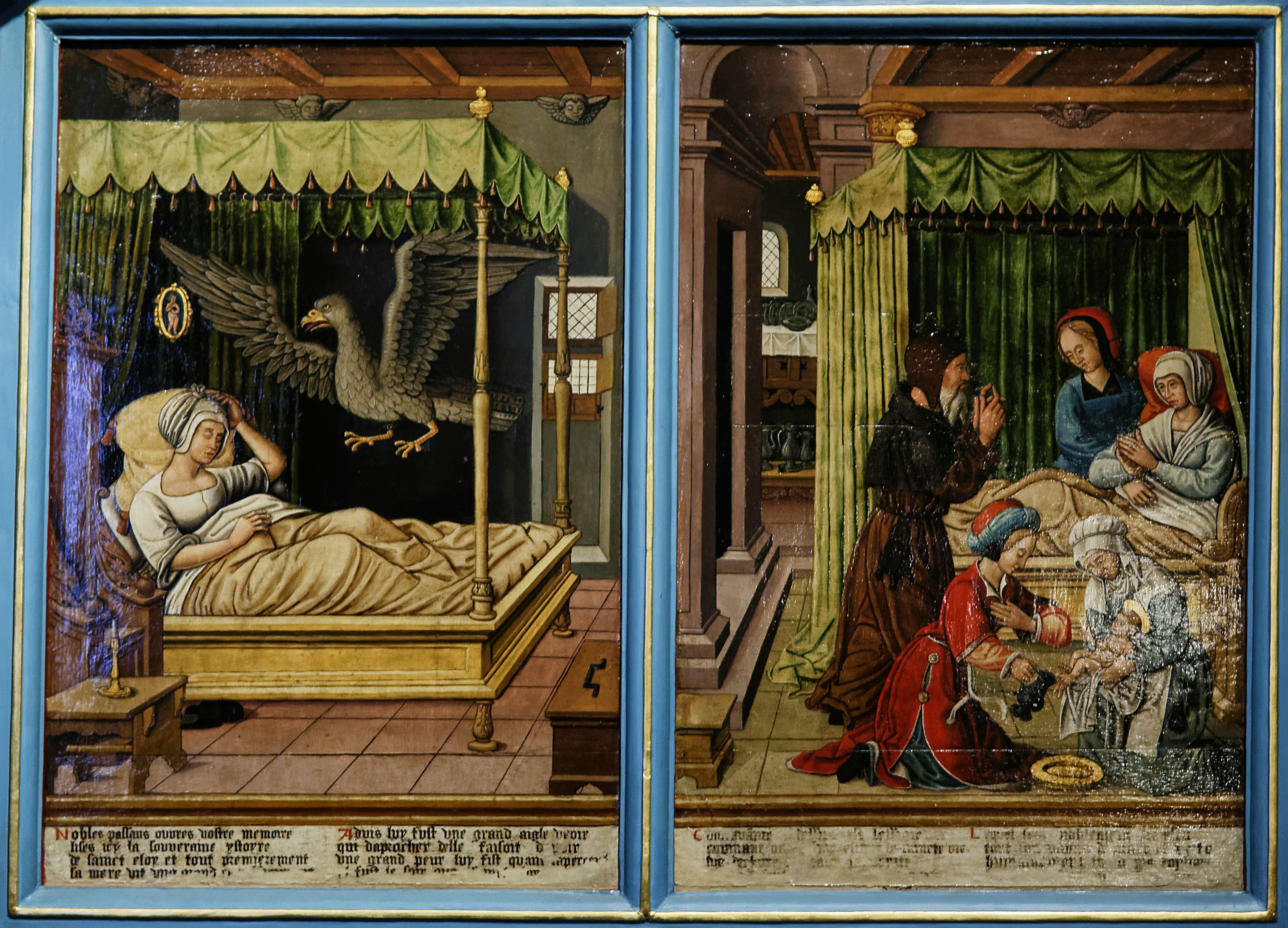
Triptyque de la vie de St Eloi, Chapelle de la Visitation à Crocq, partie 1.
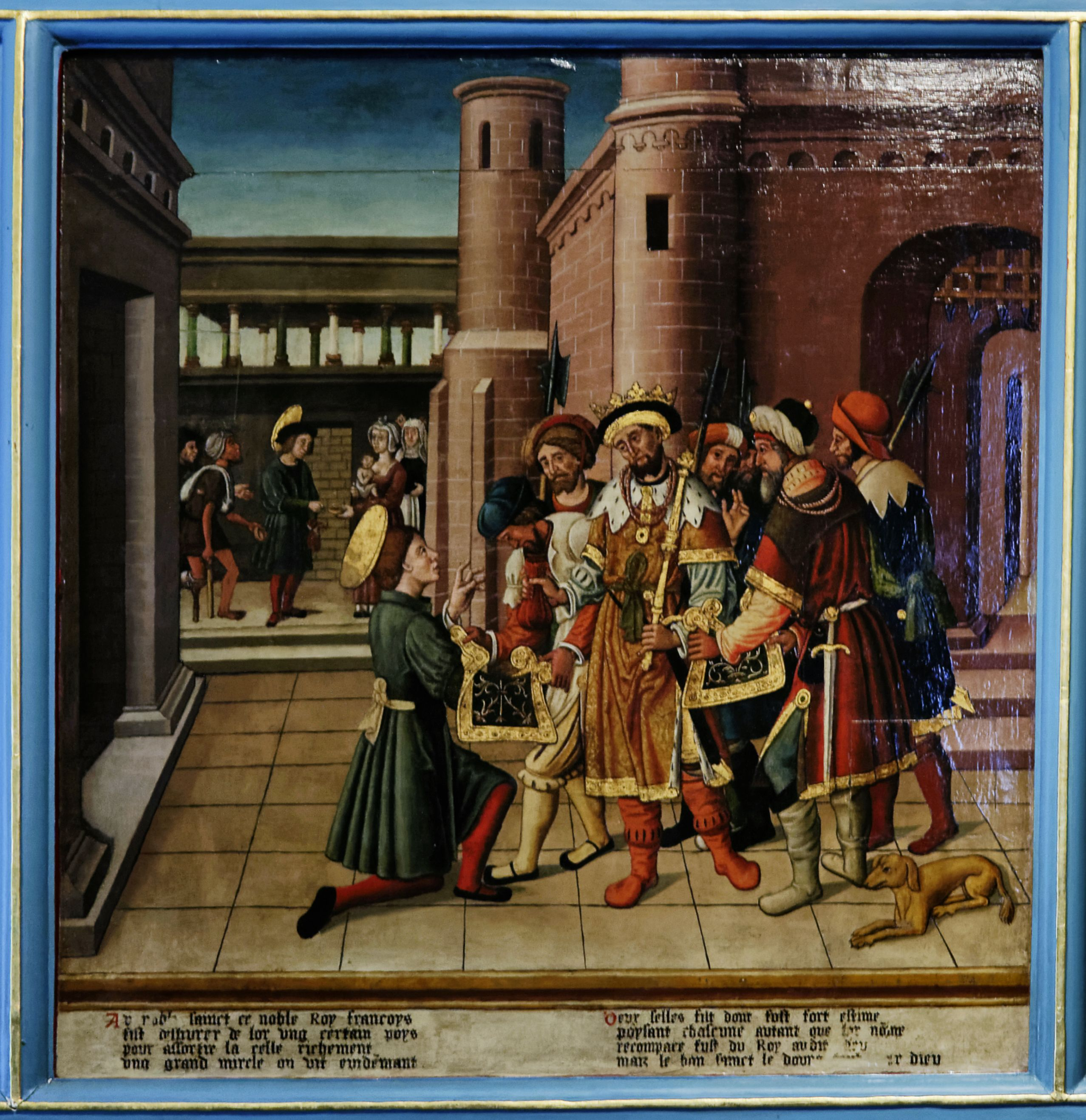
Triptyque de la vie de St Eloi, Chapelle de la Visitation à Crocq, partie 2.
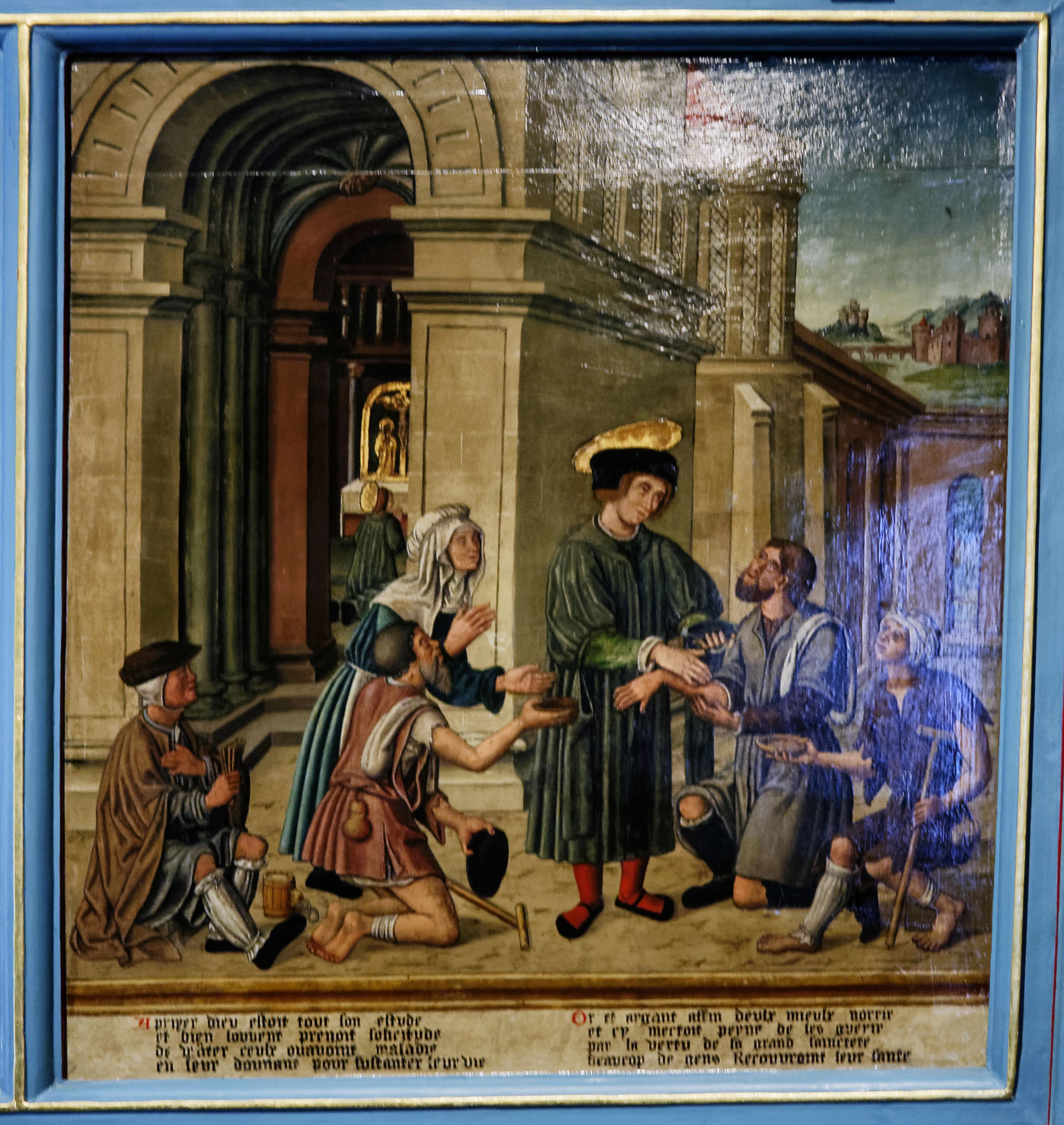
Triptyque de la vie de St Eloi, Chapelle de la Visitation à Crocq, partie 3.
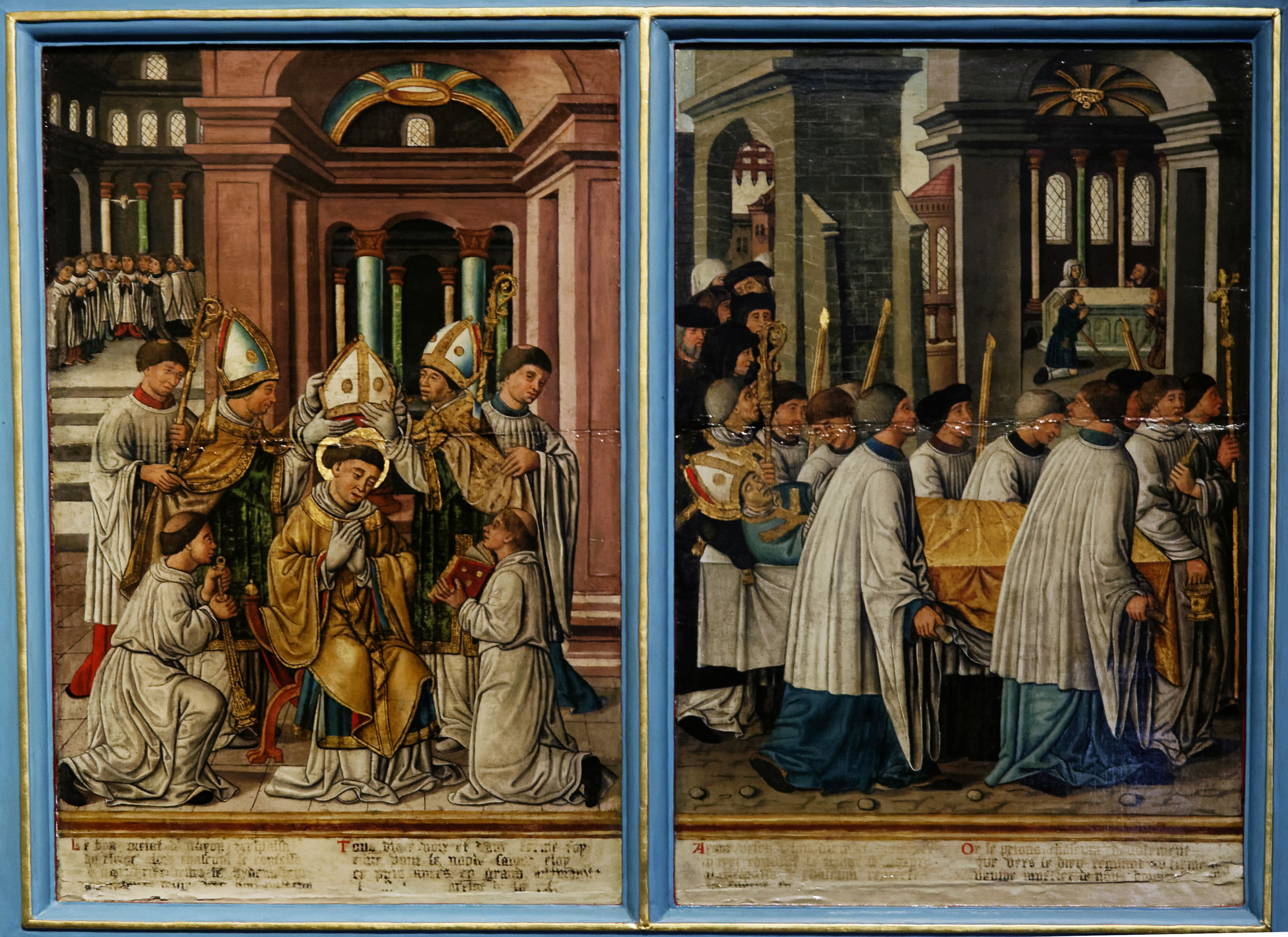
Triptyque de la vie de St Eloi, Chapelle de la Visitation à Crocq, partie 4.
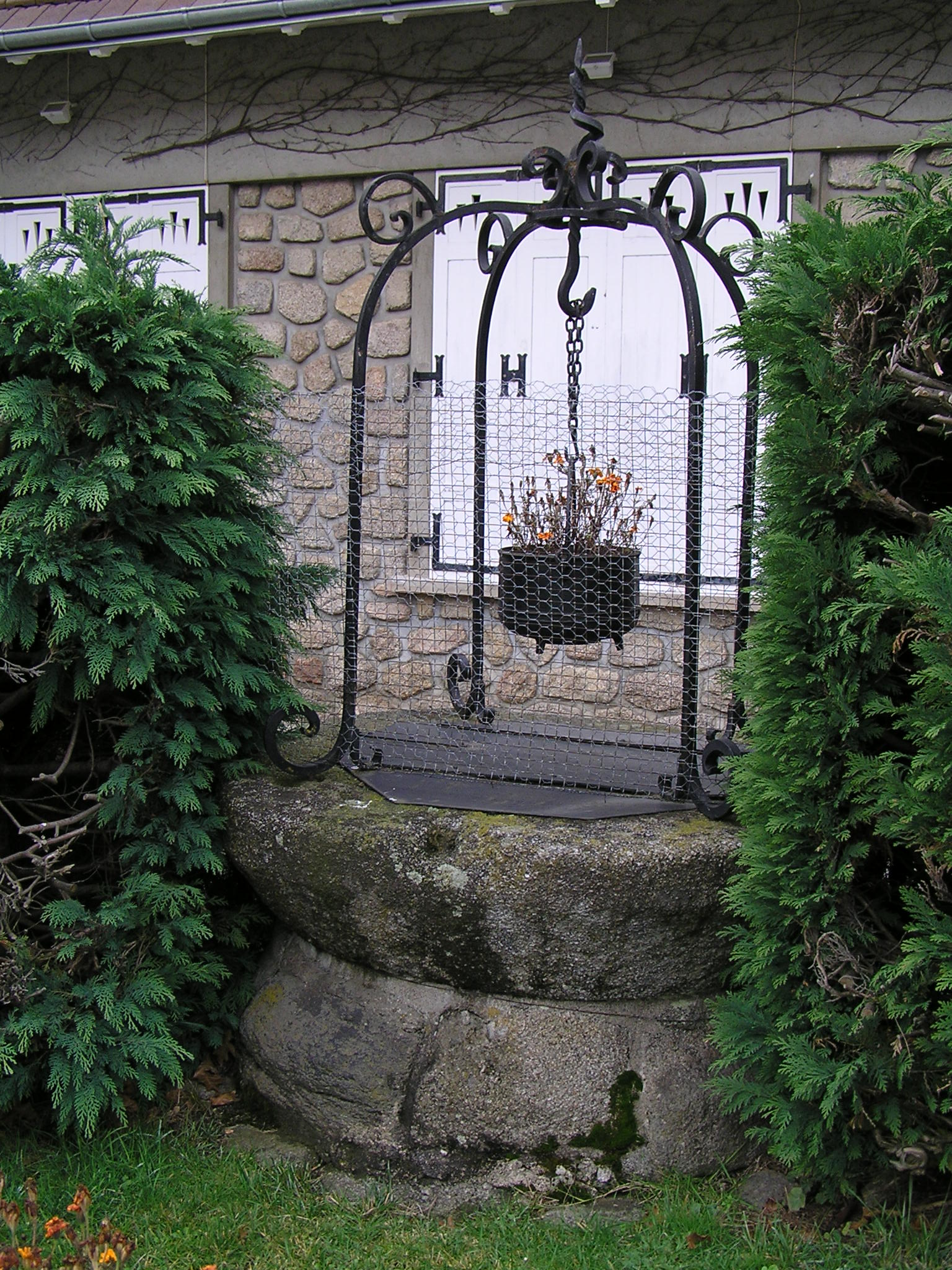
Le puits monolithique.
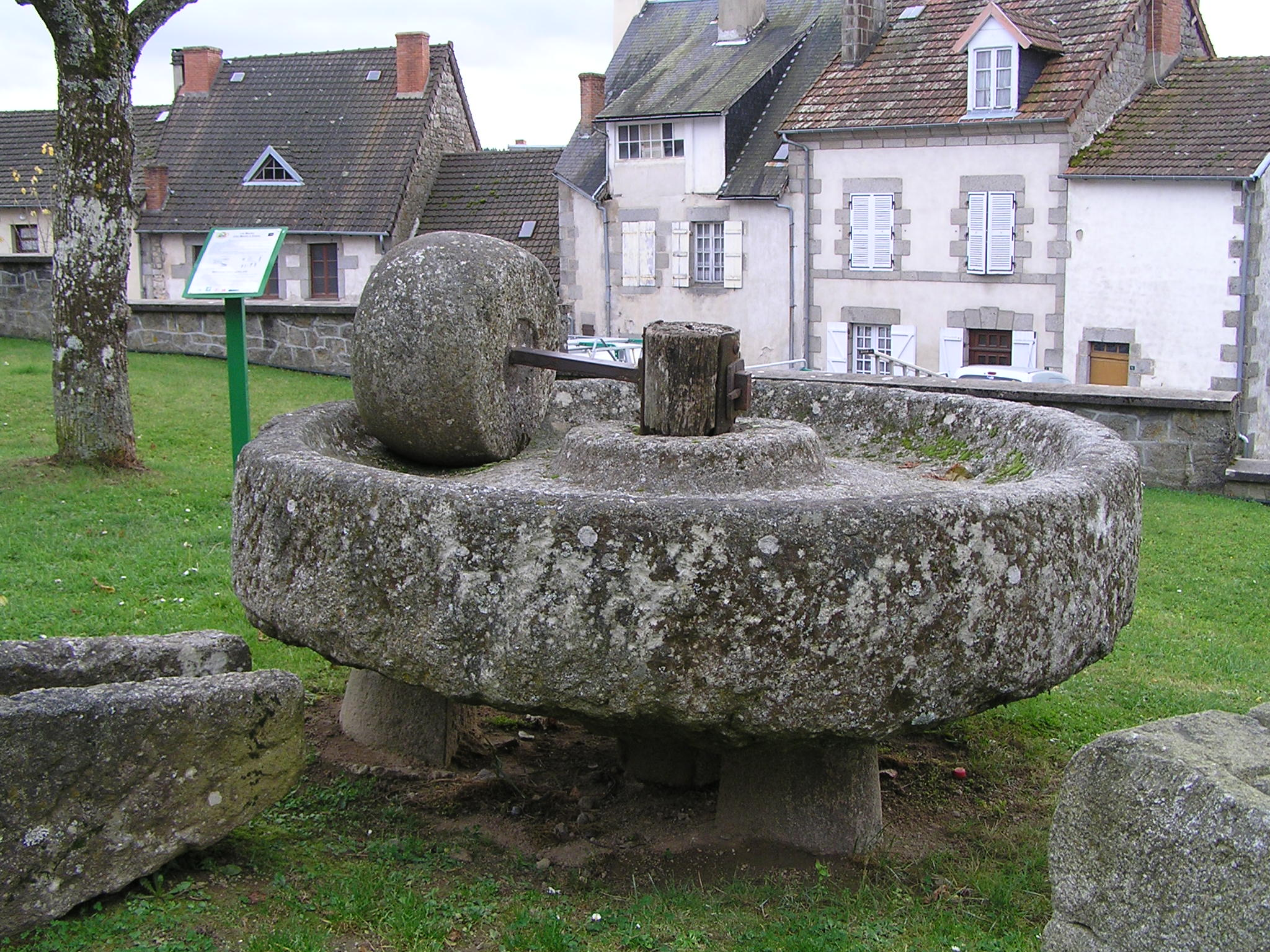
Meule et pressoir à huile.

### Patrimoine environnemental

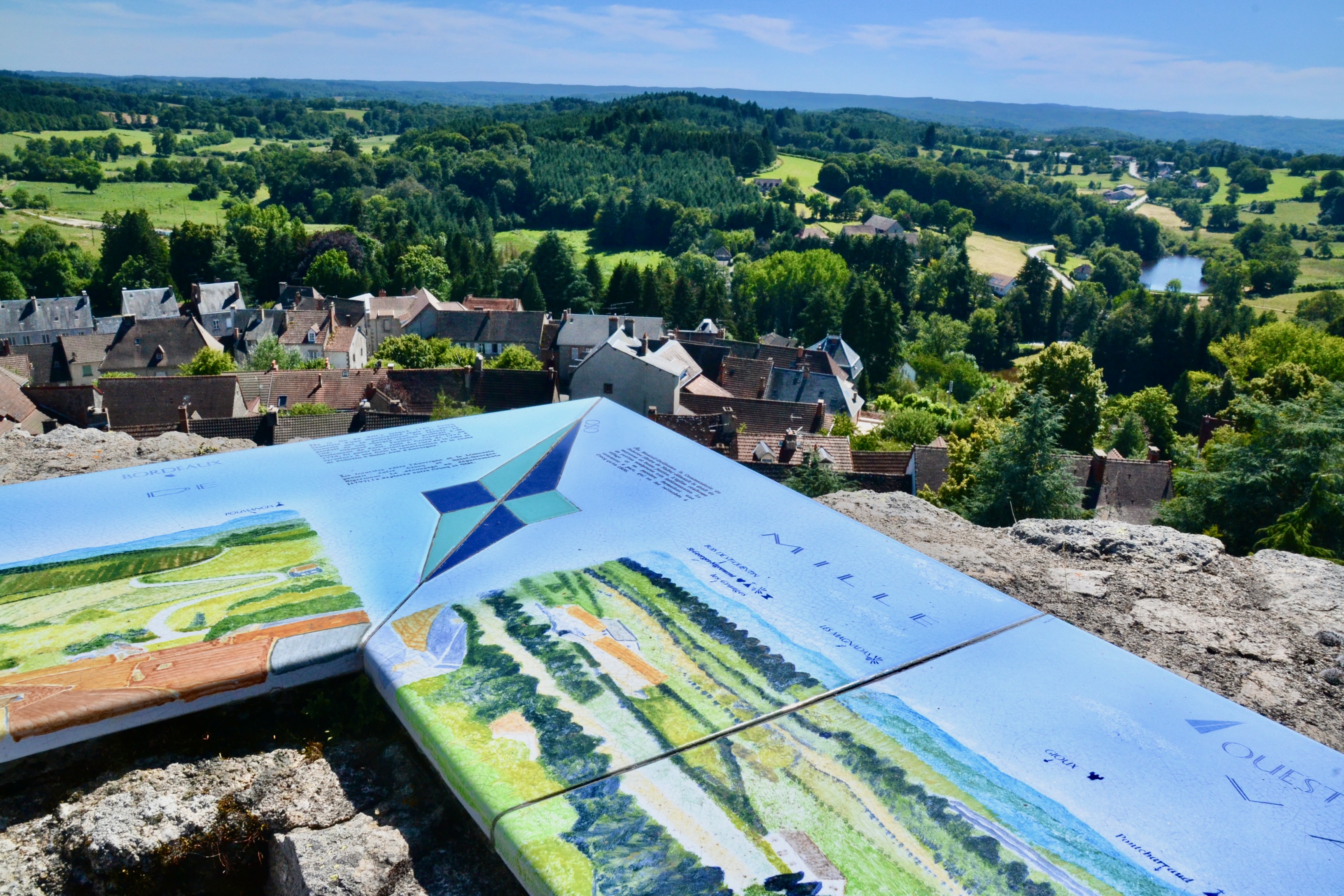
Table d'orientation au sommet des tours.

Depuis l'esplanade du château, le panorama couvre les Monts d'Auvergne, le plateau de Millevaches et les Combrailles.
Une table d'orientation a été installée sur les tours.
Crocq fait partie du parc naturel régional de Millevaches en Limousin.
L'étang de Basvilette, au pied du village, réjouira les amateurs de carpes et de brochets.
Des sentiers de randonnées sont balisés et les GR4 et GR33 passent sur la commune.

## Spécialité régionale
Le gâteau creusois, dessert typique de la Creuse à base de beurre et de noisettes, a été lancé à la fin des années 1960, à la suite d'un concours lancé pour la création d'une spécialité dans le département. C'est la recette de Robert Langlade, pâtissier à Crocq, qui a été retenue pour sa fabrication.

## Personnalités liées à la commune
- Joseph Cornudet des Chaumettes (1755-1834), député de la Creuse (1791-1792 et 1797-1799), sénateur (1799-1814) et pair de France (1814-1815 et 1819-1834)
- Étienne-Émile Cornudet des Chaumettes (1795-1870), député de la Creuse (1831-1846) et pair de France (1846-1848)
- Émile Cornudet des Chaumettes (1855-1921), maire et conseiller général de Crocq, député de la Creuse (1882-1902)
- Francisco Largo Caballero, Premier ministre de la République espagnole de 1936 à 1937, assigné à résidence à Crocq durant neuf mois en 1941[47]
- Auguste Léon Chambonnet est un homme politique français né le 6 mai 1888 à Auzances, décédé le 15 mai 1974 à Aubusson. Il s'installe comme vétérinaire à Aubusson après la première guerre mondiale. Jusque dans les années cinquante, il exerce différentes fonctions dans le monde agricole. Il enseignera à l'école d'agriculture de Crocq puis à celle d'Ahun pendant plusieurs années. Député (1936-1938) puis sénateur radical-socialiste (1938-1942) de la Creuse.
- Louis Aron (1888-1987), éducateur, responsable d'une maison de refuge durant la Seconde Guerre mondiale. Une rue de Crocq porte son nom.